# Habronattus hirsutus
Habronattus hirsutus là một loài nhện trong họ Salticidae.
Loài này thuộc chi Habronattus. Habronattus hirsutus được Elizabeth Maria Gifford Peckham & George William Peckham miêu tả năm 1888.